# 李在敏
李在敏（이재민，1987年5月29日—），韩国足球运动员。

## 俱乐部生涯
2010年，李在敏在高丽大学毕业后加盟K3联赛球队蔚山现代海豚，开始职业足球生涯。同年7月，他转会到日本职业足球联赛球队神户胜利船。2011年5月16日，他因在神户市内醉酒驾车被拘留。5月18日，神户胜利船宣布和李在敏解约。 之后，李在敏回到蔚山现代海豚，并在2012赛季出场24次，射进12球，成为该赛季K3联赛的最佳射手。
2013年1月29日，中国足球甲级联赛球队延边长白虎宣布李在敏加盟球队。

## 国家队生涯
李在敏曾经代表韩国大学生足球队参加2009年夏季世界大學生運動會。